# AV-receiver

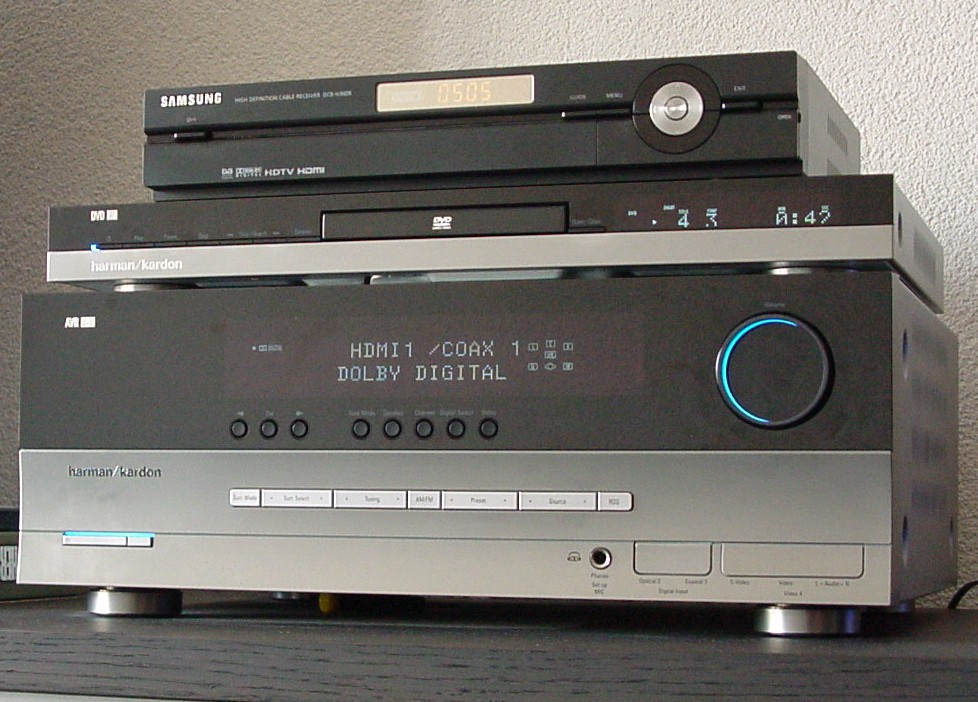
Voorbeeld van een AV-receiver.

Een AV-receiver oftewel audio-videoreceiver is een van de componenten van consumentenelektronica, typisch te vinden in een thuisbioscoopsysteem. Het hoofddoel van een AV-receiver is het versterken van geluid vanuit meerdere audiobronnen, alsook het doorgeven van videosignalen naar de televisie, vanuit verschillende bronnen.
De gebruiker kan het apparaat programmeren en configureren, waarbij de invoer komt uit verschillende bronapparaten zoals videocassettespelers, dvd-spelers en blu-rayspelers. Hierbij kan op eenvoudige wijze de bron geselecteerd worden en doorgestuurd worden naar een weergaveapparaat, zoals een monitor of televisie. Ook kan de audio uitgestuurd worden naar de eindversterker waar luidsprekers op aangesloten kunnen worden.

## Gebruik
De term receiver of ontvanger werd oorspronkelijk gebruikt voor een component die een tuner, voorversterker en een eindversterker bevat. Deze werden vroeger receivers genoemd. De ingebouwde tuner in deze apparaten gaf de naam receiver mee aan het apparaat.
Toen de home-entertainmentopties werden uitgebreid, veranderde ook de rol van de receiver. De mogelijkheid om een verscheidenheid aan digitale audiosignalen te verwerken kwam op de voorgrond te staan. Meer versterkercircuits werden toegevoegd voor surroundgeluid. Ook werd er videoschakeling toegepast om het geheel eenvoudiger te maken. Vanaf 2006 werd er meer en meer videoverwerking toegevoegd aan de receivers. Wat eerst de taak was van het bronapparaat werd langzamerhand overgenomen door de receiver.
De term audio-videoreceiver (afgekort AVR), hometheaterreceiver of surroundreceiver wordt gebruikt om onderscheid aan te brengen ten opzichte van de eenvoudiger stereo receiver.

## Mogelijkheden

### Radio-ontvangst
Receivers hebben meestal een ingebouwde tuner voor AM- en FM-radio-ontvangst. Satellietradiotuners zijn aanwezig in nieuwere receivers, waarbij ontvangst met een externe antenne mogelijkheden creëert om satellietradiosignalen op te vangen.
Sommige modellen hebben een HD-radiotuner, of een internetradio- en pc-streamingtoegangsmogelijkheden met een ethernetpoort.

### Decoders
AV-receivers hebben meestal een of meer decoders aan boord voor bronnen die meer dan twee kanalen aan audio-informatie leveren. Dit is gebruikelijk bij geluid dat bij een film is ingesloten. Deze audiosporen kunnen via een aantal gecodeerde formaten weggezet zijn in de film.
Het eerste gebruikelijke formaat was Dolby Pro Logic. Dit formaat bevat een centrumkanaal en een surroundkanaal. Receivers die een Dolby Prologic-decoder aan boord hadden konden deze twee toegevoegde kanalen gescheiden houden van de links/rechts-kanalen. Deze twee extra kanalen waren namelijk gemixt in de linker- en het rechterkanaal met een proces wat 'matrixing' wordt genoemd.
Tijdens de introductie van de dvd werd het Dolby Digitalformaat standaard. Dolby Digital-readyreceivers bevatten ingangen en versterkers voor extra kanalen. De meeste AV-receivers vanaf 2004 bevatten een Dolby Digital-decoder en ten minste een digitale S/PDIF-ingang. Deze kan aangesloten worden op een bron die eenzelfde Dolby Digital-uitgang heeft.
Een andere geluidsdecoder die standaard in een AV-receiver zit is DTS. Toen Dolby Labs en DTS de technologie hadden geïntroduceerd om een extra audiokanaal voor achter en centrum toe te voegen vond het zijn weg ook naar de AV-receivers. Receivers met zes versterkers (bekend als 6.1-receivers) hebben zowel de Dolby- als DTS-technologie. Dit zijn Dolby Digital EX- en DTS ES-decoders.
Dolby introduceerde later een techniek waarbij een stereobron kan worden afgespeeld alsof hij gecodeerd is in surroundgeluid. Zij noemden dit Dolby Pro Logic. DTS introduceerde een gelijkwaardige techniek en noemde deze NEO:6. Het aantal kanalen werd vergroot op de receivers (7.1 of hoger), waardoor er andere decoders werden ontwikkeld en Dolby Labs met Dolby Pro Logic IIx kwam.
Met de introductie van high-definition-spelers, zoals blu-rayspelers en hd-dvd-spelers, ontstond de noodzaak voor receivers om de nieuwe audioformaten te ondersteunen. Dolby TrueHD- en DTS-HD Master Audio-decoders kwamen beschikbaar in de receivers vanaf 2007.

### DSP-effecten
De meeste receivers bieden een speciale digitale signaalprocessor (DSP). Hierbij kan de receiver bepaalde voorinstellingen van audio-effecten toevoegen, om zodoende de audio aan te passen aan wensen van de gebruiker. Sommige bieden simpele equalizers en balansregulatie, maar er zijn ook meer complexe DSP-simulaties voor het nabootsen van een specifieke geluidsomgeving, zoals "Hall", "Arena", "Opera" enz. Hierbij wordt het geluid gesimuleerd door surroundgeluid en echo-effecten toe te voegen om geluid weer te geven zoals dat ook gehoord wordt op die ingestelde plaatsen.

### Versterking
Stereoreceivers hebben twee versterkers, terwijl AV-receivers er meerdere hebben. Standaard hebben AV-receivers vijf versterkers. Deze worden dan ook 5.1 receiver genoemd. Zij leveren een linker-, rechter-, centrum-, linkssurround- en een rechtssurroundspeakeraansturing. 7.1 receivers worden ook steeds meer algemeen en leveren twee extra kanalen voor linksachter en rechtsachter.
De '.1' refereert aan het LFE-kanaal (low frequency effect). Dit wordt meestal verstuurd naar een subwoofer met een eigen versterker. 5.1 en 7.1 receivers hebben meestal geen versterker voor dit kanaal. In plaats daarvan hebben ze een lijnuitgang.
Er zijn verschillende standaarden om het uitgangsvermogen te bepalen. Verschillende landen hebben verschillende regels over hoe fabrikanten dit moeten bepalen en specificeren. Het is niet altijd mogelijk om twee producten met elkaar te vergelijken. Zo kan een receiver met een lager vermogen toch meer geluidssterkte leveren dan een receiver die lager geclassificeerd is met het vermogen. De meeste receivers gebruiken een Klasse AB-versterker. Sommige fabrikanten produceren receivers met een Klasse D-versterker. Klasse D-versterkers zijn efficiënter en kunnen kleiner en lichter dan eenzelfde Klasse AB-versterker gemaakt worden. Normaal wordt de eindversterker met een lage spanning gevoed. De versterker schakelt naar een hogere spanning wanneer de geluidssterkte verder wordt opengedraaid, om zodoende een signaal te produceren zonder clipping.

### AV-in- en uitgangen
Er zijn verschillende aansluitmogelijkheden op een AV-receiver. Standaardaansluitingen zijn:
- Analoge audio (tulpstekker), of soms XLR-aansluiting)
- Digitale audio (S/PDIF; Toslink, of met tulpstekker afgewerkte coaxiale kabel)
- Composiet video (tulpstekker)
- S-Video
- Scart-video
- Component video (tulpstekker)
- HDMI (High-Definition Multimedia Interface)

Analoge audio aansluitingen gebruiken meestal tulpstekkers/RCA-stekkers in stereoparen. Daarnaast kan ook de minder gebruikte XLR-aansluiting gebruikt worden. Deze zijn meestal terug te vinden in duurdere receivers. Het voordeel van XLR is dat het audiosignaal over langere afstanden verzonden kan worden zonder veel signaalverlies.
Digitale aansluitingen verzorgen de doorgang van PCM-, Dolby Digital- of DTS-audio. Gebruikelijke apparaten zijn cd-spelers, dvd-spelers, satellietreceivers, en blu-rayspelers.
Composiet-videoaansluitingen gebruiken tulpstekkers (RCA). Composiet video is standaard op alle AV-receivers aanwezig. Hierdoor kan er geschakeld worden tussen VHS-spelers, kabeltuners en spelcomputers. S-Video-aansluitingen leveren een betere kwaliteit dan composiet video. Het maakt gebruik van een DIN-jack. Scart-aansluitingen kunnen een betere kwaliteit doorgeven dan S-Videokabel, door middel van het RGB-signaal. Zowel de bron als de receiver moeten RGB kunnen ondersteunen op de scartin- en uitgang. Het levert minder kwaliteit dan component video. Een Scart-stekker kan zowel video als audio in een aansluiting overbrengen.
Component video is de beste aansluiting voor analoge video.
HDMI is bijna standaard aanwezig op alle receivers vanaf 2008. Het levert zowel audio als video over een kabel. HDMI is een relatief nieuwe technologie en sommige apparaten, zoals kabel- en satelliettuners kunnen nog weleens problemen veroorzaken wanneer deze door de AV-receiver gaan. Sommige receivers schakelen alleen de video en ondersteunen geen audioverwerking. Sommige ondersteunen geen meerkanaals LPCM. Meerkanaals LPCM is een bekende manier voor Blu-ray- en HD-DVD-spelers om het beste geluid over te dragen.

### Videoconversie en upscaling
Sommige receivers kunnen videosignaal converteren van het ene formaat naar het andere. Dit wordt upscaling (opschalen) of transcoderen genoemd.
Ook kunnen receivers de lijnen verdubbelen (de-interlacing om er een progressief signaal van te maken (progressive scan). Zo kan een receiver een PAL-signaal van 576 interlaced lijnen (567i) verdubbelen met zijn de-interlacer en dit tegelijkertijd upscalen naar bijvoorbeeld 720 progressive lijnen (720P) of zelfs 1080 progressive lijnen (1080P).
Een aantal fabrikanten die videoconversie en upscaling-chips leveren, zijn Anchor Bay, DCDi, Faroudja, Realta, Reon, en Silicon Optix.

### Netwerk
Vanaf 2009 zijn veel AV-receivers uitgerust met een RJ-45-connector voor ethernet. Hiermee kan de AV-receiver verbinding maken met een pc of Network-attached storage-apparaat (NAS). Om deze verbinding te kunnen leggen, zodat audio, video en afbeeldingen kunnen worden gestreamd, wordt er doorgaans gebruikgemaakt van het DLNA-protocol (UPnP). Dit is een standaard die de overdracht van multimediabestanden vergemakkelijkt tussen losstaande apparaten (tv's, stereo- en AV-receivers, draadloze monitoren en spelcomputers) en pc's.
De AV-receiver fungeert als DMP (Digital Media Player) en DMR (Digital Media Renderer). De bestanden worden van een DMS (Digital Media Server) gehaald. Deze server (software) is geïnstalleerd op een pc of een NAS.

## Fabrikanten
Bekende fabrikanten van AV-receivers zijn Denon, Harman Kardon, JVC, Marantz, Onkyo, Panasonic, Pioneer, Sony, en Yamaha.